# Parabuthus erigavoensis
Espèce
Parabuthus erigavoensis est une espèce de scorpions de la famille des Buthidae.

## Distribution
Cette espèce est endémique du Somaliland en Somalie. Elle se rencontre vers Erigavo.

## Description
La femelle holotype mesure 79,80 mm.

## Étymologie
Son nom d'espèce, composé de erigavo et du suffixe latin -ensis, « qui vit dans, qui habite », lui a été donné en référence au lieu de sa découverte, Erigavo.

## Publication originale
- Kovařík, Lowe, Elmi & Šťáhlavský, 2019 : « Scorpions of the Horn of Africa (Arachnida: Scorpiones). Part XXI. Parabuthus (Buthidae) (Part II), with description of five new species from Somaliland and Ethiopia. » Euscorpius, no 290, p. 1-63 (texte intégral).